# Goephanes viettei
Goephanes viettei är en skalbaggsart som beskrevs av Stefan von Breuning 1976. Goephanes viettei ingår i släktet Goephanes och familjen långhorningar.
Artens utbredningsområde är Madagaskar. Inga underarter finns listade i Catalogue of Life.